# Ivar Krumpal
Ivar Krumpal (* 1. August 1975 in Bratislava) ist ein deutsch-slowakischer Soziologe.

## Leben
Ivar Krumpal studierte Verwaltungswissenschaft mit dem Schwerpunkt Politikanalyse und Evaluationsforschung und machte 2005 sein Diplom an der Universität Konstanz. 2010 wurde er an der Universität Leipzig zum Dr. rer. pol. im Fach Soziologie promoviert. Seine Doktorväter waren Thomas Voss und Karl-Dieter Opp. In der Zeit von 2014 bis 2015 war er als Vertreter einer W3-Professur für Quantitative Methoden in den Sozialwissenschaften an der Universität Halle-Wittenberg tätig. 2016 habilitierte er sich an der Universität Leipzig mit einer Venia für Soziologie. Im Jahr 2022 wurde er in das Heisenberg-Programm der Deutschen Forschungsgemeinschaft aufgenommen und seit 2023 ist er Inhaber einer Heisenberg-Stelle. Er forscht und lehrt an der Universität Leipzig.

## Forschung
Krumpals Forschungsarbeiten behandeln ein breites Spektrum an sozialwissenschaftlichen Themen: soziologische Handlungstheorien; Wirtschaftssoziologie; Devianz und Kriminalität; Antisemitismus. Ein Schwerpunkt seiner Arbeiten ist die Erklärung und Messung sozialer Normen und die Erforschung ethischer Orientierungen bei Allokationsentscheidungen in moralischen Dilemma-Situationen. Neben inhaltlichen Fragestellungen bilden die Umfrageforschung und Methodenexperimente einen weiteren Forschungsschwerpunkt. Diese Arbeiten behandeln die Entwicklung und Evaluation von Befragungsdesigns, die sozial erwünschtes Antwortverhalten in Bevölkerungsbefragungen reduzieren und dadurch eine validere Messung von Normabweichungen erreichen sollen (z. B. Varianten der Item-Count-Technik und das Crosswise-Modell).

## Schriften (Auswahl)
- Tutić, A., Krumpal, I., Haiser, I. 2022. Triage in Times of COVID-19: A Moral Dilemma. Journal of Health and Social Behavior 63: 560-576. https://doi.org/10.1177/00221465221080958
- Berger, R., Krumpal, I. 2021. Sociology in Times of Pandemic: Metatheoretical Considerations and the Example of the COVID-19 Crisis. S. 67–86 in: I. Krumpal, W. Raub, A. Tutić (Eds.), Rationality in Social Science – Foundations, Norms, and Prosociality. Wiesbaden: Springer VS.
- Krumpal, I., Voss, T. 2020. Sensitive Questions and Trust: Explaining Respondents’ Behavior in Randomized Response Surveys. SAGE Open. https://doi.org/10.1177/2158244020936223
- Krumpal, I., Jann, B., Korndörfer, M., Schmukle, S. 2018. Item Sum Double-List Technique: An Enhanced Design for Asking Quantitative Sensitive Questions. Survey Research Methods 12: 91-102. https://doi.org/10.18148/srm/2018.v12i2.7247
- Krumpal, I. 2018. Ökonomische Handlungslogik versus psychologisch-normativer Ansatz zur Erklärung und Messung von Devianz. Soziale Probleme 29: 45-67. https://doi.org/10.1007/s41059-018-0041-3
- Korndörfer, M., Krumpal, I., Schmukle, S. 2014. Measuring and explaining tax evasion: improving self-reports using the crosswise model. Journal of Economic Psychology 45: 18-32. https://doi.org/10.1016/j.joep.2014.08.001
- Krumpal, I. 2013. Determinants of Social Desirability Bias in Sensitive Surveys: A Literature Review. Quality & Quantity 47: 2025-2047. https://doi.org/10.1007/s11135-011-9640-9
- Krumpal, I. 2012. Estimating the Prevalence of Xenophobia and Anti-Semitism in Germany: A Comparison of Randomized Response and Direct Questioning. Social Science Research 41: 1387–1403. https://doi.org/10.1016/j.ssresearch.2012.05.015
- Jann, B., Jerke, J., Krumpal, I. 2012. Asking Sensitive Questions Using the Crosswise Model: An Experimental Survey Measuring Plagiarism. Public Opinion Quarterly 76: 32-49. https://doi.org/10.1093/poq/nfr036
- Beyer, H., Krumpal, I. 2010. „Aber es gibt keine Antisemiten mehr“: Eine experimentelle Studie zur Kommunikationslatenz antisemitischer Einstellungen. Kölner Zeitschrift für Soziologie und Sozialpsychologie 62: 681-705. https://doi.org/10.1007/s11577-010-0115-0
- Rauhut, H., Krumpal, I. 2008. Die Durchsetzung sozialer Normen in Low-Cost und High-Cost Situationen. Zeitschrift für Soziologie 37: 380-402. https://doi.org/10.1515/zfsoz-2008-0502